# Interpol (album)
Interpol – czwarty album studyjny amerykańskiej grupy muzycznej Interpol. Wydawnictwo ukazało się 7 września 2010 roku nakładem wytwórni muzycznej Matador Records. Album poprzedził wydany 3 sierpnia tego samego roku singel do utworu pt. Barricade. Płyta zadebiutowała na 33. miejscu listy OLiS w Polsce.

## Lista utworów
Opracowano na podstawie materiału źródłowego.
1. "Success" - 3:28
2. "Memory Serves" - 5:03
3. "Summer Well" - 4:05
4. "Lights" - 5:38
5. "Barricade" - 4:11
6. "Always Malaise (The Man I Am)" - 4:15
7. "Safe Without" - 4:41
8. "Try It On" - 3:42
9. "All of the Ways" - 5:18
10. "The Undoing" - 5:11

iTunes pre-order bonus tracks
1. "Crimewaves" - 3:26

Japanese edition bonus tracks
1. "Gavilan" (former "Cubed/Mascara") - 6:49

## Twórcy
Opracowano na podstawie materiału źródłowego.
| - Paul Banks – wokal prowadzący, gitara rytmiczna, słowa - Daniel Kessler – gitara prowadząca - Sam Fogarino – perkusja - Carlos Dengler – gitara basowa, instrumenty klawiszowe - Greg Calbi - mastering - Alan Moulder - miksowanie - John Catlin - asystent w ramach miksowania | - Catherine Marks - asystent w ramach miksowania - Claudius Mittendorfer - realizacja nagrań - Noah Goldstein - asystent realizatora nagrań - GMDThree - oprawa graficzna - Graphic Therapy - design - Dave Holmes - management |